# Glossogobius aureus
Glossogobius aureus es una especie de peces de la familia de los Gobiidae en el orden de los Perciformes.

## Morfología
Los machos pueden llegar a alcanzar los 25 cm de longitud total.

## Distribución geográfica
Se encuentran en Sudáfrica, en las cuencas de los ríos Mekong y Chao Phraya y desde el Japón hasta Australia.

## Observaciones
Es inofensivo para los humanos.